# Махул – Наготане
Махул – Наготане – трубопровід для зріджених вуглеводневих газів, який обслуговує роботу нафтохімічного майданчику у Наготане.
Із 1990-го південніше від Мумбаї діє нафтохімічний майданчик, основою якого є установка парового крекінгу. Як сировину вона споживає етан-пропанову суміш, що надходить по трубопроводу Уран – Наготане, та пропан. Ввезення останнього відбувається через термінал компанії Aegis, розташований у східній частині агломерації Мумбаї в індустріальній зоні Махул. В подальшому пропан транспортується до Наготане по трубопроводу завдовжки 74 км, початкова частина якого споруджена у підводному виконанні для переходу через затоку Мумбай. Робочий тиск цього трубопроводу становить 10 МПа.
Станом на 2015 рік крекінг-установка у Наготане по пропілену на рівні 90 тисяч тон, що менше за потреби розміщеного на майданчику виробництва поліпропілену потужністю 150 тисяч тон. В той же час, в районі Махул діють два нафтопереробні заводи компаній BPCL та HPCL, а процес нафтопереробки супроводжується продукуванням значних обсягів пропілену. Як наслідок, за потреби по лінії Махул – Наготане може транспортуватись пропілен. 